# BMW X7
La BMW X7 est un SUV haut de gamme produit par le constructeur automobile allemand BMW, présenté au salon de Los Angeles en novembre 2018 pour une commercialisation en mars 2019. Il est le cousin technique du Rolls-Royce Cullinan présenté la même année.

## Présentation

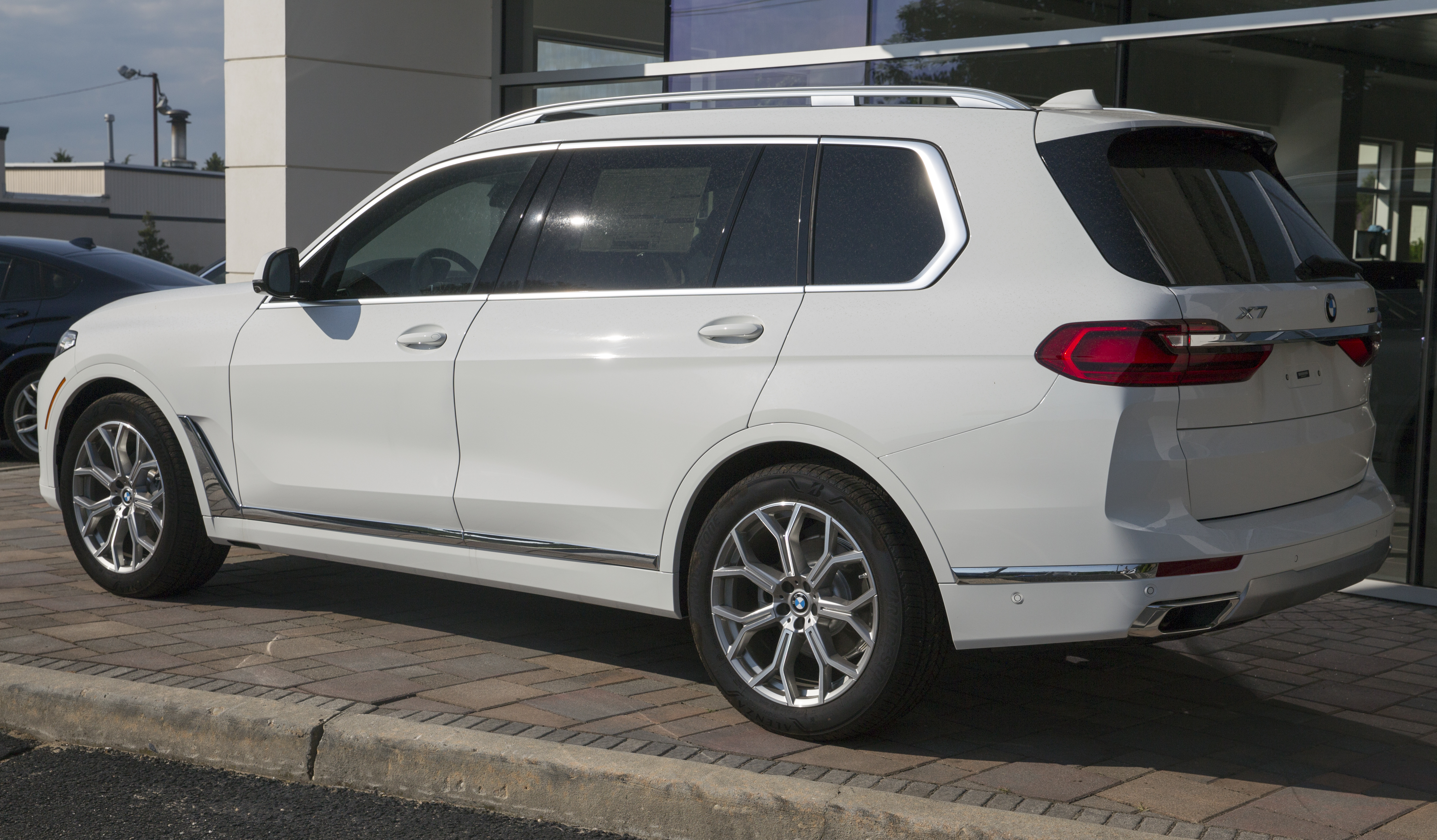
Vue de l'arrière

Le BMW X7 (G07) est dévoilé à la presse le 17 octobre 2018 avant sa première exposition publique au salon de l'automobile de Los Angeles en fin novembre 2018.
Le X7 est un SUV très haut de gamme produit par BMW dans son usine de Spartanburg en Caroline du Sud, aux États-Unis. Il est le premier très grand SUV du constructeur
(en Full-Size) et il est en concurrence avec les Mercedes GLS, Range Rover, Audi Q7 et Bentley Bentayga. Le X7 est le septième SUV de la gamme BMW après les X1, X2, X3, X4, X5 et X6.

### Phase 2
La version restylée du BMW X7 est présentée le 13 avril 2022.

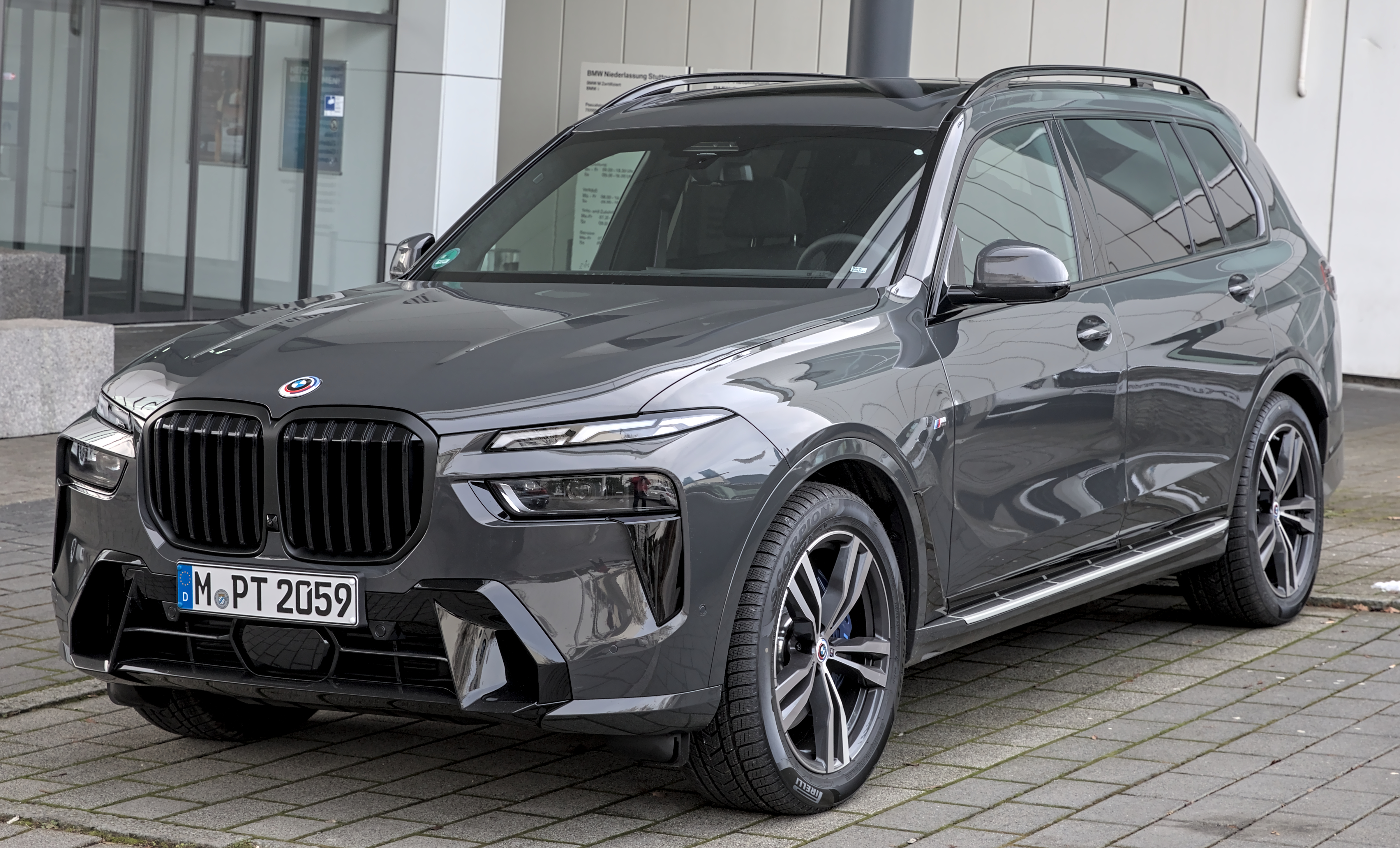
X7 (depuis 2022)
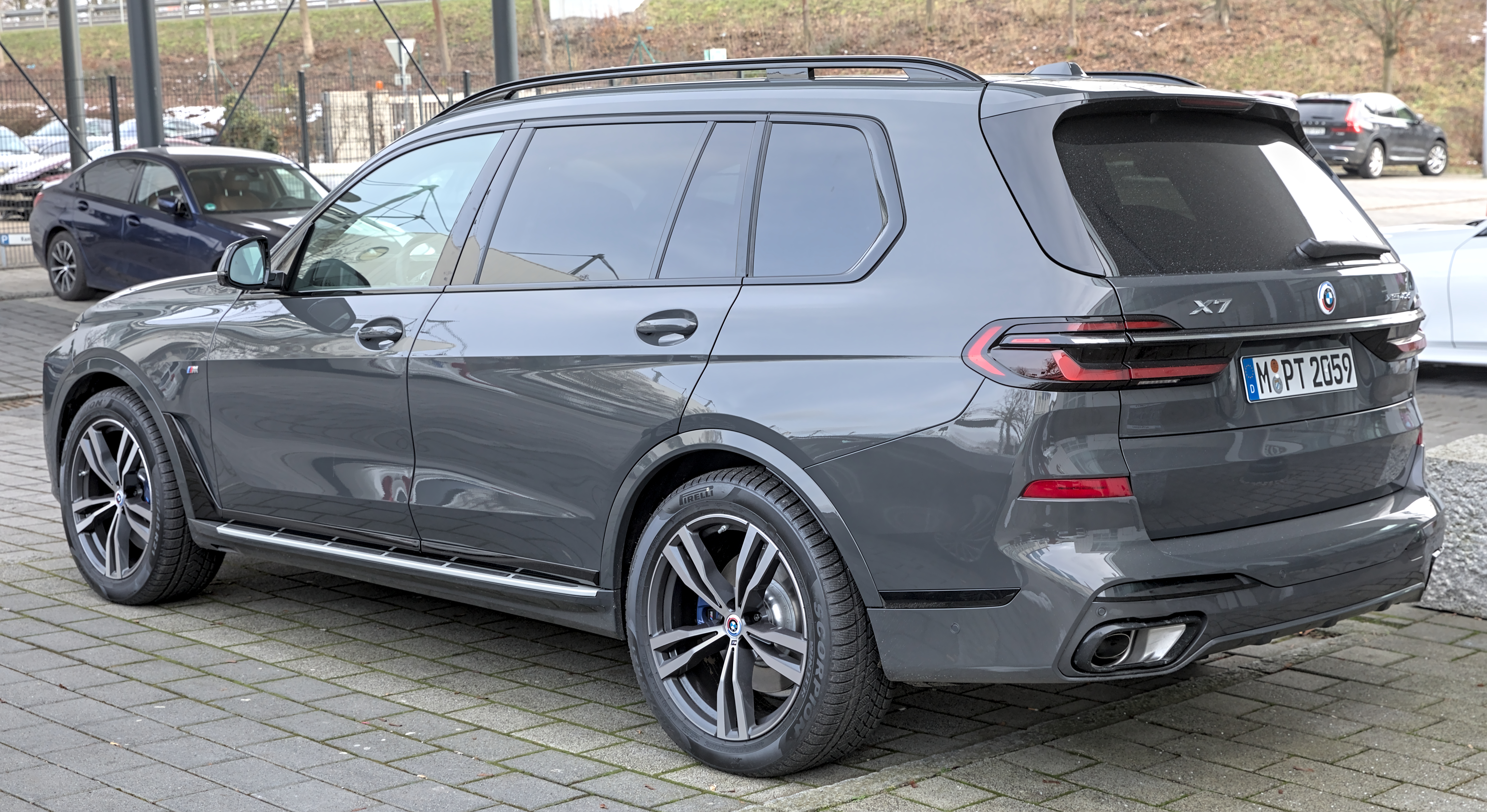
X7, vue avant (depuis 2022)

## Caractéristiques techniques
Le BMW X7 repose sur la plateforme technique CLAR qu'il partage avec son cousin le Rolls-Royce Cullinan, la BMW Série 7 VI et son benjamin le X5 de quatrième génération, ce qui lui permettra de recevoir par la suite une motorisation hybride rechargeable.
Le X7 est muni de la même planche de bord que le X5 avec une instrumentation numérique BMW Live Cockpit dotée d'un écran tactile de 12,3 pouces de diagonale, que l’on contrôle soit par gestes, par commande vocale, par la molette iDrive, ou par l’écran tactile.
Il est équipé de suspensions pneumatiques sur les deux essieux (de série) qui sont associées à une suspension adaptative avec des amortisseurs à pilotage électronique (en option), et peut ajouter le système de contrôle de roulis Active Comfort Drive en option.
Le X7 est disponible en 5 ou 7 places de série selon les versions, et le client peut opter pour la version 6 places individuelles, et tous les sièges sont réglables électriquement. Il peut de plus recevoir les système Active Drive à quatre roues directrices. La troisième rangée de siège bénéficie de son propre toit vitré fixe.
Le SUV de grande taille (en Full-Size) mesure 5,15 mètres de longueur contre 4,92 mètres pour son petit frère X5, son volume de coffre est de 326 litres en configuration 6 ou 7 places, de 750 litres en 5 places et permet d'obtenir 2 120 litres avec les seconde et troisième rangées de sièges rabattues.

### Motorisations
Au lancement du X7 en mars 2019, trois motorisations sont disponibles dont un essence, le 6-cylindres en ligne xDrive40i et deux diesel xDrive30d et M50d. Tout comme le BMW X5 celui-ci ne recevra pas la motorisation V8 xDrive50i au lancement en Europe, car le V8 4,4 litres ne répond pas à la norme Euro 6d-temp et à la réglementation WLTP. Toutefois le marché nord-américain reçoit cette motorisation. Le V8 essence fait son apparition sur le marché européen fin 2019 (M50i) avec la motorisation de la Série 8. L’Alpina XB7 avec son V8 de 621 ch coiffe la gamme nord-américaine à partir de mi-2020.
Phase 1
| Logo de BMW                | BMW X7               | BMW X7            | BMW X7               | BMW X7                |
| Logo de BMW                | xDrive40i            | M50i              | xDrive30d            | M50d                  |
| -------------------------- | -------------------- | ----------------- | -------------------- | --------------------- |
| Moteur                     | 6-cylindres en ligne | 8-cylindres en V  | 6-cylindres en ligne | 6-cylindres en ligne  |
| Alimentation               | Turbocompressé       | Bi-turbocompressé | Turbocompressé       | Quadri-turbocompressé |
| Cylindrée (cm3)            | 2 998                | 4 395             | 2 993                | 2 993                 |
| Puissance maximale ch (kW) | 340 (250)            | 530 (390)         | 265 (195)            | 400 (294)             |
| au régime de (tr/min)      | 5 500 à 6 500        | 5 500 à 6 000     | 4 000                | 4 400                 |
| Couple maximal (N m)       | 450                  | 750               | 620                  | 760                   |
| au régime de (tr/min)      | 1 500 à 5 200        | 1 800 à 4 600     | 2 000 à 2 500        | 2 000 à 3 000         |
| Boîte de vitesses          | Steptronic 8         | Steptronic 8      | Steptronic 8         | Steptronic 8          |
| Vitesse maximale (km/h)    | 245                  | 250               | 227                  | 250                   |
| 0-100 km/h (s)             | 6,1                  | 4,7               | 7,0                  | 5,4                   |
| Consommation (L/100 km)    | 8,7-9,0              | 10,9-11,1         | 6,5-6,8              | 7,0-7,4               |
| Émissions de CO2 (g/km)    | 198-205              | 248-252           | 171-178              | 185-193               |
| Capacité du réservoir (L)  | 83                   | 83                | 80                   | 80                    |
| Masse à vide (kg)          | 2 395                | info à venir      | 2 445                | 2 535                 |
| Norme environnementale     | Euro 6d Temp         | Euro 6d Temp      | Euro 6d Temp         | Euro 6d Temp          |

Phase 2
| Logo de BMW                | BMW X7               | BMW X7                                | BMW X7               | BMW X7 |
| Logo de BMW                | xDrive40i            | xDrive M60i                           | xDrive40d            |        |
| -------------------------- | -------------------- | ------------------------------------- | -------------------- | ------ |
| Moteur                     | 6-cylindres en ligne | 8-cylindres en V                      | 6-cylindres en ligne |        |
| Alimentation               | Turbocompressé       | Bi-turbocompressé (M TwinPower Turbo) | Turbocompressé       |        |
| Cylindrée (cm3)            | 2 998                | 4 395                                 | 2 993                |        |
| Puissance maximale ch (kW) | 380 (280)            | 530 (390)                             | 352                  |        |
| au régime de (tr/min)      |                      | 5500 à 6000                           |                      |        |
| Couple maximal (N m)       | 520                  | 750                                   | 720                  |        |
| au régime de (tr/min)      | 1600                 | 1800 à 4600                           |                      |        |
| Boîte de vitesses          | Steptronic 8         | Steptronic 8                          | Steptronic 8         |        |
| Vitesse maximale (km/h)    | 250                  | 250                                   | 243                  |        |
| 0-100 km/h (s)             | 5,8                  | 4,7                                   | 6,1                  |        |
| Consommation (L/100 km)    |                      |                                       |                      |        |
| Émissions de CO2 (g/km)    |                      | 278 - 303                             |                      |        |
| Capacité du réservoir (L)  | 83                   | 83                                    | 80                   |        |
| Masse à vide (kg)          |                      |                                       |                      |        |
| Norme environnementale     | Euro 6d Temp         | Euro 6d Temp                          | Euro 6d Temp         |        |

## Finitions
- X7
- X7 Exclusive
- X7 M Sport
- X7 M Performance

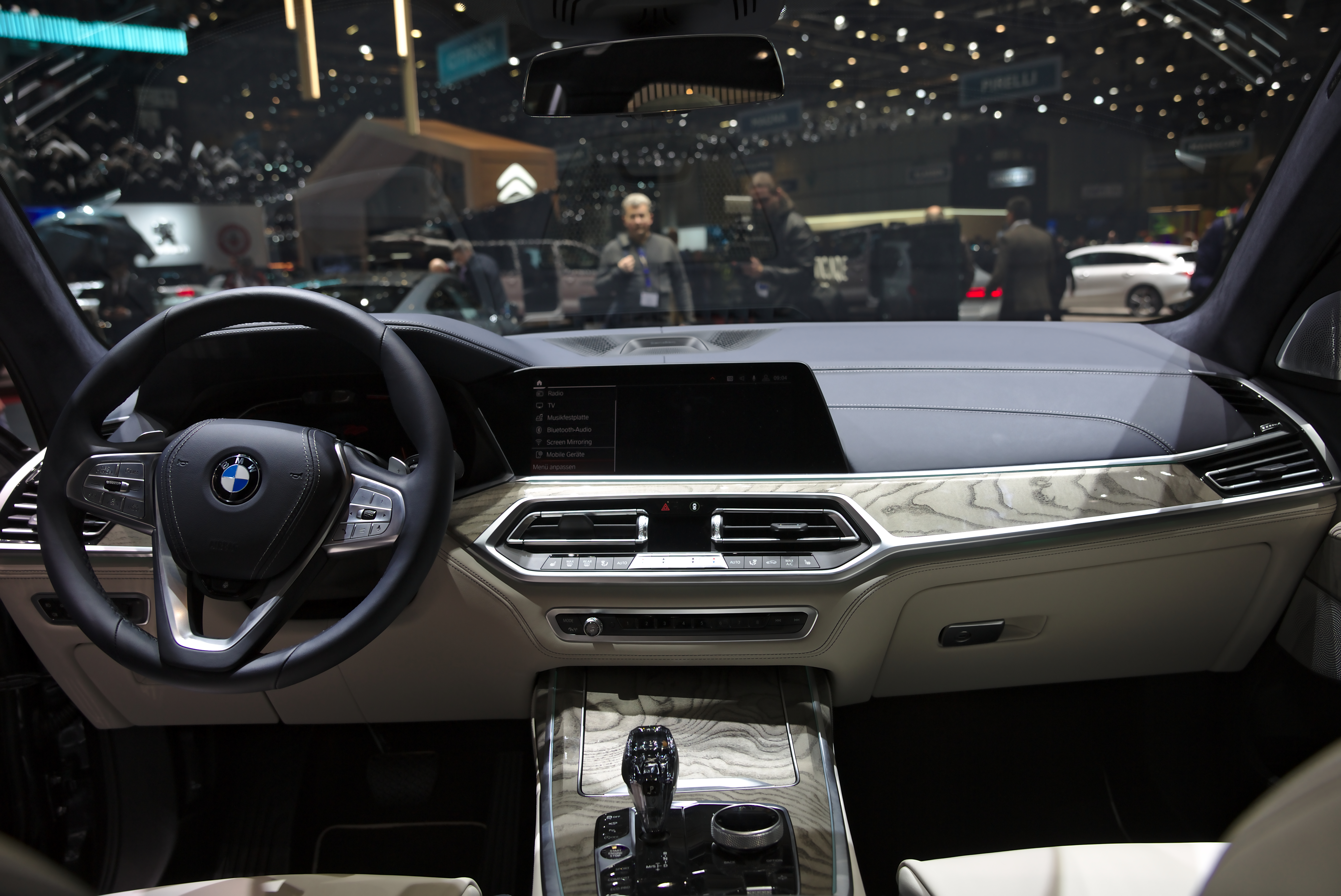
Planche de bord du X7

Les tarifs 2019 pour les versions de lancement du X7 :
| Versions | Versions  | Finitions | Finitions | Finitions | Finitions     | Finitions |
| -------- | --------- | --------- | --------- | --------- | ------------- | --------- |
|          |           | Base      | Exclusive | M Sport   | M Performance |           |
| Diesel   | xDrive30d | 94 400 €  | 98 850 €  | 100 150 € | -             |           |
| Diesel   | M50d      | -         | -         | -         | 120 450 €     |           |
| Essence  | xDrive40i | 96 300 €  | 100 750 € | 102 050 € | -             |           |

### Série limitée
- BMW X7 Dark Shadow Edition, 600 exemplaires à partir de juillet 2020[9].
- BMW X7 Frozen Black[10]

## Alpina XB7
Pour les articles homonymes, voir Alpina.

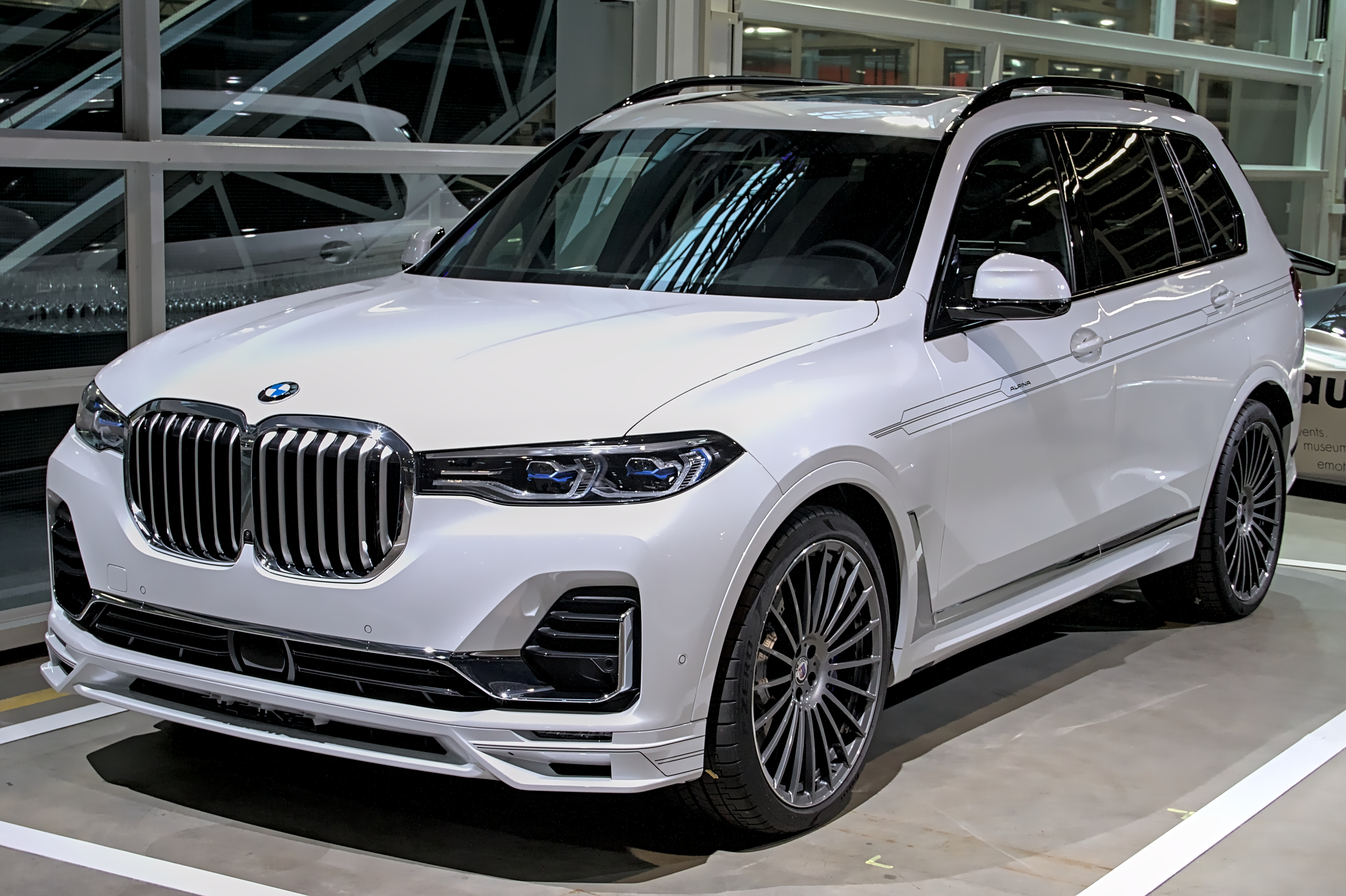
Alpina XB7.

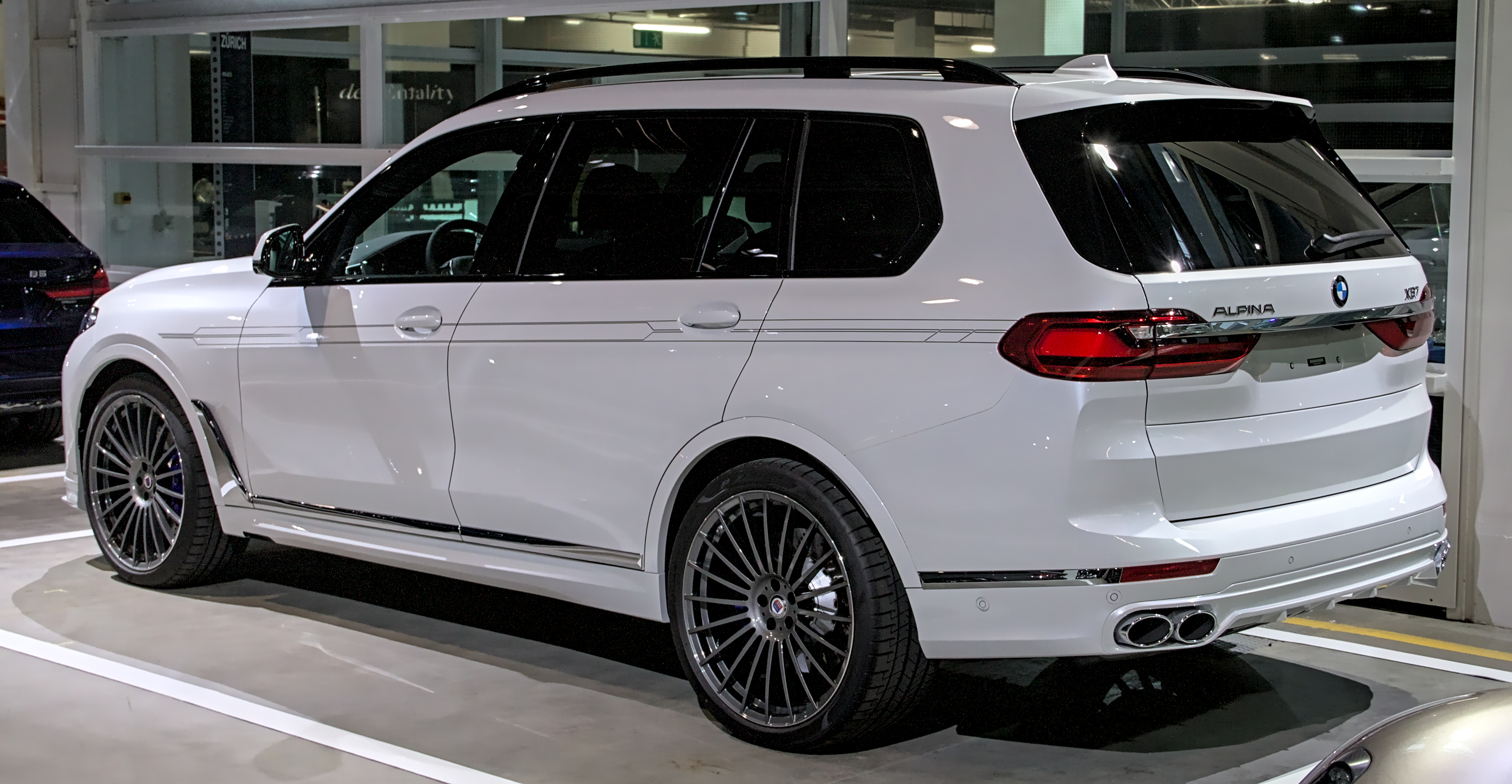
Vue arrière.

L’Alpina XB7 est dévoilé en ligne le 19 mai 2020 pour une disponibilité à l’automne,. Le XB7 est le plus luxueux, le plus performant, le plus sportif et le plus exclusif des X7. BMW le commercialise en Amérique du Nord aux côtés de la B7,, Alpina le commercialise dans le reste du monde. Son tarif de lancement en Allemagne est 155 200 €. En ajoutant des options, les 200 000 € sont aisément franchis. Comme les autres VUS de BMW, il est produit dans l’usine BMW de Spartanburg aux États-Unis. Les XB7 à destination des marchés canadien et américain sont entièrement assemblés à Spartanburg, avec des pièces importées de chez Alpina en Allemagne. Les finitions et le contrôle de qualité sont réalisés par une équipe spécialement formée par Alpina. Les XB7 à destination d’autres marchés sont produits à Spartanburg puis passent par Alpina à Buchloe pour recevoir les dernières finitions.
| Logo de Alpina             | Alpina                         | Alpina |
| Logo de Alpina             | XB7                            |        |
| -------------------------- | ------------------------------ | ------ |
| Moteur                     | 8-cylindres en V               |        |
| Alimentation               | Bi-turbocompressé              |        |
| Cylindrée (cm3)            | 4395                           |        |
| Puissance maximale ch (kW) | 621 ch de 5 500 à 6 500 tr/min |        |
| au régime de (tr/min)      | 5 500 à 6 500                  |        |
| Couple maximal (N m)       | 800                            |        |
| au régime de (tr/min)      | 2 000 à 5 000                  |        |
| Boîte de vitesses          | Steptronic 8                   |        |
| Vitesse maximale (km/h)    | 290                            |        |
| 0-100 km/h (s)             | 4,2                            |        |
| Consommation (L/100 km)    | 13,9                           |        |
| Émissions de CO2 (g/km)    | 316                            |        |
| Capacité du réservoir (L)  | 83                             |        |
| Masse à vide (kg)          | 2 655                          |        |
| Norme environnementale     | Euro 6                         |        |
| Disponibilité              | Automne 2020 -                 |        |

## Concept cars

### BMW Concept X7 iPerformance

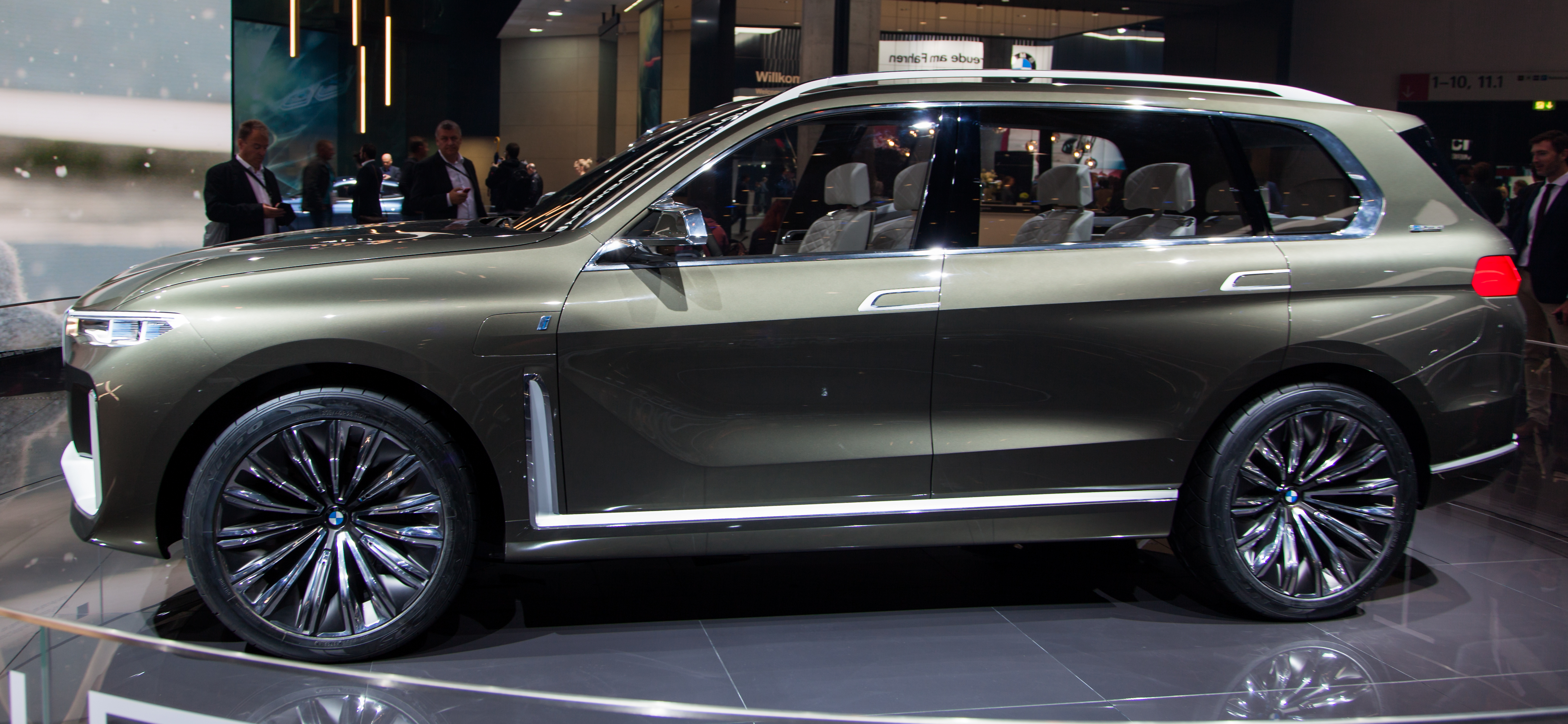
Concept X7 iPerformance.

Le BMW X7 est préfiguré par le concept car BMW Concept X7 iPerformance présenté en Allemagne au salon de l'automobile de Francfort 2017.
Il est équipé de jantes de 23 pouces et d'une motorisation hybride rechargeable associant un moteur thermique quatre-cylindres 2 litres essence de 258 ch avec un moteur électrique pour une puissance cumulée de 326 ch.

### BMW X7 pick-up
En juillet 2019, BMW présente un X7 pick-up unique réalisé pour être exposé sur un salon de la moto avec une BMW F 850 GS posée dans sa benne.

## Voir Aussi